# Xian de Lintao
Le xian de Lintao (临洮县 ; pinyin : Líntáo Xiàn) est un district administratif de la province du Gansu en Chine. Il est placé sous la juridiction de la ville-préfecture de Dingxi.

## Histoire
Plusieurs sites archéologiques ont été découverts sur le territoire de Lintao. Celui de Miajiayao a donné son nom à la culture de Majiayao (ca. 3800-1900) et celui de Siwa à la culture de Siwa (ca. 1300-1000).

## Subdivisions administratives
Lintao est divisé en douze bourgs (洮阳, 八里铺, 新添, 辛, 太石, 中铺, 峡口, 玉井, 衙下集, 南屏, 龙门、窑店) et six xiang (红旗, 上营, 站滩,漫洼, 康家集, 连儿湾).

## Démographie
La population du district était de 521 795 habitants en 1999.